# Иофа, Зиновий Александрович
Зиновий Александрович Иофа (1895—1990) — советский электрохимик, профессор, доктор химических наук.

## Биография
Родился 6 января 1895 года в городе Николаевске (сейчас Волгоградская область). Родители — Хася Лейбовна и Айзик Мовшевич Иофа. После окончания школы поступил на физико-математический факультет МГУ, который окончил в 1922 году. Юность Иофы пришлась на годы Гражданской войны, в которой ему довелось поучаствовать.
В 1935 году стал кандидатом химических наук. В 1941 защитил докторскую диссертацию на тему «Исследование перенапряжения водорода на ртутном и свинцовом электродах в концентрированных растворах кислот и солей».
Во время Великой Отечественной войны в 1942 году в Ашхабаде выполнил срочное правительственное задание по разработке технологии и пуску производства свинцовых аккумуляторов на основе местных сырьевых ресурсов (совм. с М. А. Геровичем и Л. Л. Клячко-Гурвичем). В 1943 г. по заданию Военно-воздушных сил он вёл изучение причин коррозии в системе охлаждения авиационных моторов и рекомендовал способы её предотвращения.
Профессор кафедры электрохимии (1943—1990), заведующий лабораторией коррозии и защиты металлов (1953—1990) химического факультета МГУ.

## Научная деятельность
В начале своей научной деятельности Иофа уделял большое внимание разработке технологических вопросов, имеющих важное значение для химической промышленности, занимался изучение и внедрением в производство электрохимического метода получения бертолетовой соли, принимал участие в рационализации производств лакокрасочной промышленности, исследовал пути утилизации отходов производства синтетического каучука. На основе применения электролиза с двойными диафрагмами им были разработаны новые методы получения свинцовых и медных красок.
После образования кафедры электрохимии на химическом факультете МГУ З. А. Иофа обратился к вопросам электрохимической кинетики, работал в области перенапряжения водорода на ртути и свинце. Эти работы способствовали подтверждению теории замедленного разряда. З. А. Иофа впервые были получены надёжные данные по водородному перенапряжению в растворах в широком интервале концентраций. Представления теории замедленного разряда были распространены им на область практически важных концентрированных растворов.
С 1943 г. З. А. Иофа и его сотрудниками проводили исследования по изучению механизма действия ингибиторов коррозии железа, кобальта, никеля, кадмия, титана, цинка и других металлов. Используя представление о точке нулевого заряда, З. А. Иофа дал стройное объяснение усиления защитного действия при введении комбинированных добавок неорганических анионов, адсорбирующихся на поверхности металла, и органических катионов. Ряд работ З. А. Иофа был посвящён электрохимическим источникам тока. В особенности железо-никелевому аккумулятору и элементу воздушной деполяризации. Научные работы З. А. Иофа получили широкое признание как в СССР, так и за рубежом.

## Педагогическая деятельность
Зиновий Александрович посвятил более 40 лет научной и педагогической деятельности в Московском государственном университете. Учёный принимал активное участие в подготовке научных кадров электрохимиков. Читал лекции по теоретической электрохимии, коррозии металлов и гальванотехнике, вёл семинарские занятия, руководил спецпрактикумом по электрохимии. Один из авторов учебника по кинетике электродных процессов. Студенты, аспиранты, сотрудники научно-исследовательских институтов знали его как отзывчивого руководителя и товарища, всегда способного дать ценный совет.

## Награды и премии
Награждён орденом Ленина, Почётной грамотой Президиума Верховного Совета Туркменской ССР (1942).